# Penalosa
Penalosa är en ort i Kingman County i Kansas. Vid 2010 års folkräkning hade Penalosa 17 invånare.